# Shin Kamen Rider (película)
Shin Kamen Rider (シン・仮面ライダー Shin Kamen Raidā?) es una película japonesa de superhéroes dirigida y escrita por Hideaki Anno. Producida para celebrar el 50 aniversario de Kamen Rider, es el tercer reinicio de una serie tokusatsu adaptada por Anno, DESPUÉS DE Shin Godzilla y Shin Ultraman. La película es protagonizada por Sōsuke Ikematsu, Minami Hamabe, Tasuku Emoto, Nanase Nishino, Shinya Tsukamoto, Toru Tezuka, Suzuki Matsuo, y Mirai Moriyama. En la película, un hombre y su cohorte femenina intentan aniquilar a la organización corrupta responsable de su conversión en un cyborg mutante y detener sus planes para conquistar la sociedad. 
Anno propuso el proyecto por primera vez después de volverse cercano al productor de Toei Muneyuki Kii durante la producción de su película Evangelion: 3.0 You Can (Not) Redo de 2012. Inicialmente, Toei tenía como objetivo que la película se estrenara en 2021, sin embargo, la producción se retrasó debido al brote de la pandemia de COVID-19. La fotografía principal comenzó el 3 de octubre de 2021 y finalizó a finales de enero de 2022.
La película se estrenó en Japón en cines seleccionados el 17 de marzo de 2023 y se estrenó en todo el país el 18 de marzo de 2023. La película se estrenó en Estados Unidos el 31 de mayo de 2023.

## Reparto
- Sosuke Ikematsu como Takeshi Hongo[3]
- Minami Hamabe como Ruriko Midorikawa[3]
- Tasuku Emoto como Hayato Ichimonji[4]
- Nanase Nishino como Hiromi[5]
- Shinya Tsukamoto como Dr. Hiroshi Midorikawa[5]
- Toru Tezuka como Koumori Augment-01[5]
- Kanata Hongō como Kamakiri Chameleon Augment-01
- Nao Ōmori como the voice of Kumo Augment-01
- Masami Nagasawa como Sasori Augment-01
- Tori Matsuzaka como la voz de K
- Mikako Ichikawa como Shoko Midorikawa
- Tōru Nakamura como el padre de Takeshi Hongo
- Ken Yasuda como el asesino del padre de Takeshi Hongo
- Shūhei Uesugi como Hombre de Negocios[6]
- Suzuki Matsuo como el fundador de SHOCKER[7]
- Takumi Saitoh como Taki
- Yutaka Takenouchi como Tachibana
- Mirai Moriyama como Ichiro Midorikawa[5]

## Producción

### Desarrollo
Anno propuso por primera vez a Shin Kamen Rider después de acercarse al productor de Toei Muneyuki Kii durante la producción de su película Evangelion: 3.0 You Can (Not) Redo de 2012. La planificación de la película comenzó en 2015 con Anno como director y guionista. Toei inicialmente tenía como objetivo el lanzamiento en 2021, el año del 50 aniversario de la franquicia Kamen Rider; sin embargo, la producción se retrasó debido al brote de la pandemia de COVID-19.
La película se anunció en una conferencia de prensa el 3 de abril de 2021, el 50 aniversario del primer episodio de la franquicia. Anno, que creció con la serie Kamen Rider original de 1971, expresó su admiración por la franquicia, calificándola de "hacer época" y expresando su deseo de "retribuir de alguna manera". El productor ejecutivo Shinichirō Shirakura reveló el póster teaser, ilustrado por Mahiro Maeda, así como los planes para un estreno en Japón en marzo de 2023.
En septiembre de 2021, la cuenta oficial de Twitter de la película anunció que se había finalizado el guion y que pronto comenzaría el rodaje. El 10 de octubre, la cuenta oficial de Twitter de la película reveló que Hayato Ichimonji/Kamen Rider 2 aparecería en la película. El 1 de enero de 2022, se reveló que Tasuku Emoto interpretaría el papel.

### Diseño
La versión cinematográfica de Kamen Rider fue diseñada por Anno, Maeda e Ikuto Yamashita. Se consideraron varios enfoques para modernizar el diseño, pero los diseñadores sintieron que se acercaban demasiado a las reimaginaciones anteriores, como Kamen Rider: The First y Kamen Rider Black. Finalmente, se decidió "volver a lo básico", conservando el diseño general del traje original de 1971 con solo modificaciones sutiles.
Yamashita también diseñó la encarnación de la película del Cyclone, la motocicleta de Kamen Rider. Se propuso el uso de una bicicleta completamente generada por computadora, pero finalmente se rechazó debido a preocupaciones sobre el presupuesto y el tiempo de pantalla. El diseñador se dio cuenta de que sería imposible recrear fielmente la silueta del Cyclone original con una bicicleta moderna; Como tal, la producción se centró en encontrar un vehículo práctico adecuado para las secuencias de acción de la película, que luego sirvió como base para el diseño de Yamashita.
Yutaka Izubuchi, un diseñador veterano que trabajó en el reinicio de la película anterior, Kamen Rider: The First, diseñó el Kumo Augment-01, la encarnación de Spider Man en la película.

### Rodaje
La fotografía principal comenzó el 3 de octubre de 2021. Si bien la cuenta oficial de Twitter de la película proclamó que la filmación terminó a fines de 2021, Anno declaró que completó la filmación a fines de enero de 2022 en Shin Ultraman Design Works.
Al igual que Shin Ultraman, varias secuencias de la película se filmaron en iPhones, utilizando movimientos de cámara, tamaños de lente, ángulos y tiempo de zoom para imitar las técnicas cinematográficas modernas.

### Efectos visuales
Los efectos visuales de la película fueron creados por Shirogumi.

## Estreno
Shin Kamen Rider se estrenó en cines japoneses seleccionados el 17 de marzo de 2023 a las 6:00 p. m. y se estrenó en todo el país al día siguiente. El elenco tuvo un "saludo escénico" en la fecha anterior y la película también se proyectó en salas IMAX, 4DX y Dolby Cinema. En abril de 2021, Shirakura declaró que la película se estrenaría internacionalmente, pero aún no se había decidido la fecha exacta. El 17 de abril de 2023, se informó que la película se estrenará en los EE. UU. el 31 de mayo de 2023.